# 삼우당터
삼우당터는 대한민국 전라북도 진안군 성수면 도통리에 있다. 2017년 6월 29일 진안군의 향토문화유산 제8호로 지정되었다.

## 개요
1906년 면암 최익현의 태인의병에 주도적으로 참여한 습재 최제학의 부친 삼형제가 거주하던 터로, 의병의 거사를 모의하던 곳으로 전해진다.